# سيرولانديا
سيرولانديا بلدية في ولاية باهيا في المنطقة الشمالية الشرقية من البرازيل.